# Чемпионат Сьерра-Леоне по футболу
Премьер лига Сьерра-Леоне — главная профессиональная футбольная лига в Сьерра-Леоне, основанная в 1967. Спонсором лиги является один из крупнейших банков страны, Коммерческий Банк Сьерра-Леоне. Ист Энд Лайонз и Майти Блэкпул — два самых больших и успешных клуба лиги. Сезон проходит с мая по июль.
Текущие чемпионы премьер лиги — Даймонд Старз из Кано, Восточная провинция — первый футбольный клуб не из Фритауна, ставший чемпионом премьер лиги после победы в сезоне 2012.

## Структура
14 команд соревнуются в лиге, играя друг против друга два матча, дома и на выезде. В конце сезона два нижних клуба сетки выбывают в первый дивизион Сьерра-Леоне, вторую по значимости лигу страны. Победители отбираются на Лигу Чемпионов КАФ, бронзовые призёры и обладатели кубка футбольной ассоциации Сьерра-Леоне — на Кубок Конфедерации КАФ.

## Список победителей
- 1967-68 : Mighty Blackpool (Freetown)
- 1969-72 : Нет игр
- 1973 : Ports Authority (Freetown)
- 1974 : Mighty Blackpool (Freetown)
- 1975-76 : Нет игр
- 1977 : East End Lions (Freetown)
- 1978 : Mighty Blackpool (Freetown)
- 1979 : Mighty Blackpool (Freetown)
- 1980 : East End Lions (Freetown)
- 1981 : Real Republicans (Freetown)
- 1982 : Sierra Fisheries (Freetown)
- 1983 : Real Republicans (Freetown)
- 1984 : Real Republicans (Freetown)
- 1985 : East End Lions (Freetown)
- 1986 : Sierra Fisheries (Freetown)
- 1987 : Sierra Fisheries (Freetown)
- 1988 : Mighty Blackpool (Freetown)
- 1989 : Freetown United (Freetown)
- 1990 : Old Edwardians (Freetown)
- 1991 : Mighty Blackpool (Freetown)
- 1992 : East End Lions (Freetown)
- 1993 : East End Lions (Freetown)
- 1994 : East End Lions (Freetown)
- 1995 : Mighty Blackpool (Freetown)
- 1996 : Mighty Blackpool (Freetown)
- 1997 : East End Lions (Freetown)
- 1998 : Mighty Blackpool (Freetown)
- 1999 : East End Lions (Freetown)
- 1999-00 : Mighty Blackpool (Freetown)
- 2000-01 : Mighty Blackpool (Freetown)
- 2002-04 : Нет игр
- 2005 : East End Lions (Freetown)
- 2005-06 : Kallon (Freetown)
- 2007-08 : Ports Authority (Freetown)
- 2008-09 : East End Lions (Freetown)
- 2009-10 : East End Lions (Freetown)
- 2010-11 : Ports Authority (Freetown)
- 2011-12 : Diamond Stars (Koidu)
- 2012-13 : Diamond Stars (Koidu)
- 2014 : Не завершен
- 2015-18 : Нет игр
- 2019 : Ист Энд Лайонз